# Guzmania weberbaueri
Guzmania weberbaueri är en gräsväxtart som beskrevs av Carl Christian Mez. Guzmania weberbaueri ingår i släktet Guzmania och familjen Bromeliaceae. Inga underarter finns listade i Catalogue of Life.